# Jerry Capehart
Jerry Neil Capehart (22 de agosto de 1928 - 7 de junio de 1998) fue un compositor y mánager musical norteamericano. Capehart coescribió algunos de los temas más célebres del rock 'n' roll como "Summertime Blues" y "C'mon Everybody" junto a Eddie Cochran, del que también fue mánager. Uno de sus temas más grabados fue, "Turn Around, Look at Me," publicado por Glen Campbell, the Lettermen y the Vogues. Falleció a los 69 años en Nashville, Tennessee.

## Carrera
Dos temas compuestos por Capehart y grabados por Eddie Cochran llegaron a los puestos 8 y 35 respectivamente de la lista Billboard Hot 100 en 1958, "Summertime Blues" y "C'mon Everybody". Además de ejercer como mánager para Cochran, Capehart también representó al actor Frank Gorshen y a los cantantes Rosemary Clooney y Glen Campbell, entre otros. Otras notables composiciones de Capehart fueron "Beautiful Brown Eyes" para Rosemary Clooney, que alcanzó el número 11 del Billboard Hot 100 en 1951, y "Turn Around, Look At Me" que se convirtió en el primer éxito del cantante Glen Campbell, llegando al puesto número 15 de las listas norteamericanas en 1961. En 1994 el cantante country Alan Jackson llevó una versión de  "Summertime Blues" al número 1.
Capehart falleció en Nashville el 7 de junio de 1998 con 69 años de edad de un cáncer cerebral. A lo largo de su carrera se estima que llegó a componer un centenar de canciones.

## Discografía
- "Rollin'" / "Walkin' Stick Boogie" (1956) publicado como Jerry Capehart presenta a The Cochran Brothers[2]
- "I Hates Rabbits" / "Scratchin'" (1958) publicado como Jerry Neal[3]
- "Song Of New Orleans" / "The Theme For The Young And The Blue" (1962)
- "Love On The Run" / "I Remember Love"  (1964) publicado como Jerry Berryhill[4]
- "Lemon Pie" / "Midnight In The Afternoon" (1964) publicado como Jerry Berryhill